# 半鐘

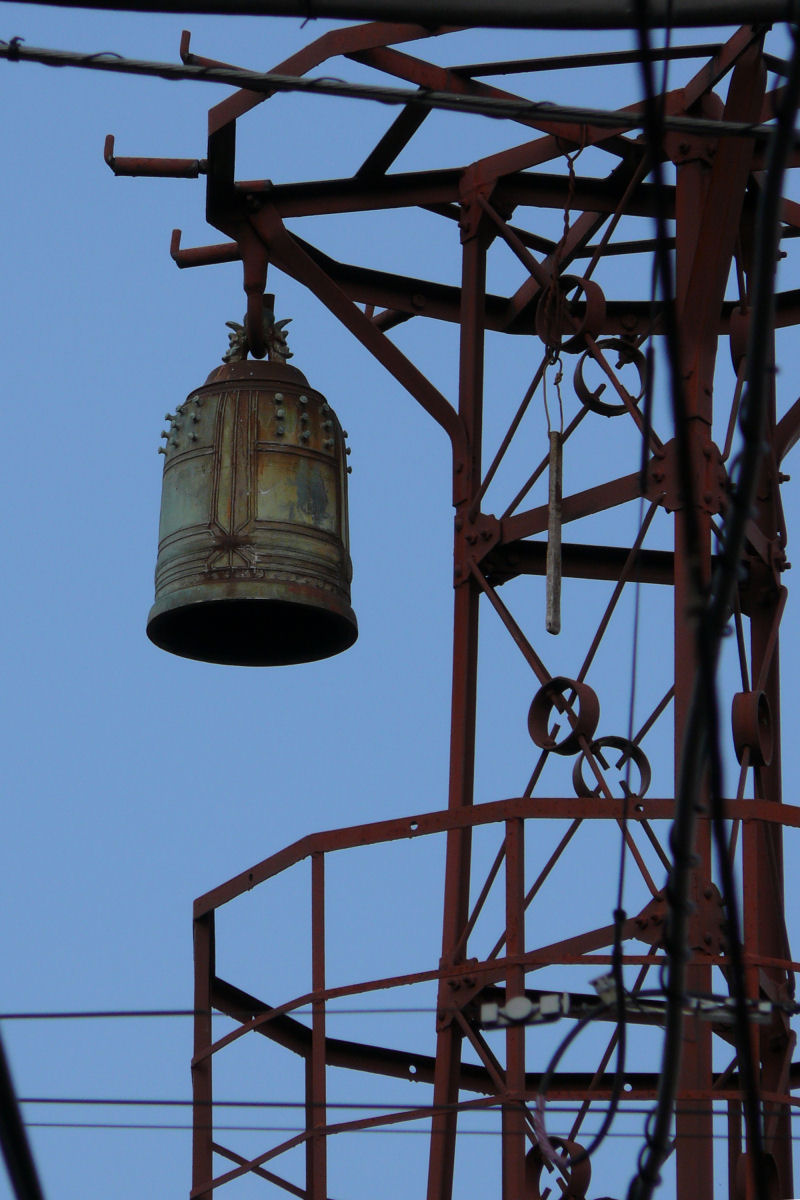
火の見櫓の上に設けられた半鐘

半鐘（はんしょう）とは、小型の釣鐘のことである。
江戸時代には、火の見櫓の上部などに取り付け火災・洪水発生時などに鳴らし、地域の消防団を招集するとともに近隣住民に危険を知らせた。そのため、警鐘とも呼ばれる。

## 概要
もとは寺院で時間を境内の僧侶に知らせるために使用されているもので、現在も法要開始などの合図用として使用している。合戦時には陣営での合図にも使われた。明治時代以降、近年まで用いられていた。
大きさにより、寺院に吊るされている比較的大きな鐘を梵鐘、それより小さなものを半鐘、さらに小さなものを喚鐘と分ける場合がある。また、役割により、合戦で用いられるときには陣鐘、禅寺の玄関などで参詣人を呼び迎えるために用いられるものを喚鐘と呼ぶこともある。
江戸時代には災害発生時に地域毎に鐘の打ち方が定められ、火災の大まかな場所や災害の種類が分かるようになっていた。また他にも時報や慶弔など様々な情報を伝えるために使う地域もあった。
現在、それらの多くはサイレンや市町村防災行政無線などに役目を譲っており、現存するものは消防団が活躍する一部地域を除いて地域のシンボル代わりに残されている場合がほとんどである。もっとも、東海地震の警戒宣言が発された際、大津波警報が発令された時には従来どおり使用される（鳴らし方が定められている）。
2019年令和元年東日本台風（台風19号）の豪雨の際には、堤防決壊寸前の危機を知らせるため、団員がさらされる危険も考慮しながら限定的に使用されたケースもある。
なお、火災現場すぐ近くの半鐘は、火元であることを知らせるため、乱打で続けざまに鳴らす。この鳴らし方を擦半鐘（すりばんしょう）、略してスリバンと呼ぶ。また、鎮火の際は2点連打がされるが、この2点連打を「おじゃん」といい、転じて今までやって来た事が全て無駄になることを指し「おじゃんになる」と言うようになったという説もある。
打ち鳴らし方は各府県令によって定められたが、たとえば東京市と東京府における警鐘による信号は次のとおりであった。
| 東京市内（明治36年10月訓令第41号） | 東京市内（明治36年10月訓令第41号） | 東京市内（明治36年10月訓令第41号） | 東京市内（明治36年10月訓令第41号） |
| ---------------------------------- | ---------------------------------- | ---------------------------------- | ---------------------------------- |
| 近火信号                           | ○-○-○-○-○                          | 連点打                             | 鎮火まで                           |
| 報知信号                           | ○ ○ ○                              | 一点打                             | 3回                                |
| 総出信号                           | ○-○-○                              | 三点打                             | 5分間                              |
| 市内応援信号                       | ○-○                                | 二点打                             | 5分間                              |
| 郡部信号                           | ○ ○ ○                              | 一点打                             | 5分間                              |
| 御近火信号                         | ○-○-○-○                            | 四点打                             | 5分間                              |
| 鎮火信号                           | ○ ○-○                              | 一点と二点の交打                   | 1回                                |
| 非常信号                           | ○-○-○-○-○                          | 五点打                             | 10分間                             |

| 東京府下（大正12年2月警視庁令第9号） | 東京府下（大正12年2月警視庁令第9号） | 東京府下（大正12年2月警視庁令第9号） | 東京府下（大正12年2月警視庁令第9号） |
| ------------------------------------ | ------------------------------------ | ------------------------------------ | ------------------------------------ |
| 火急信号                             | ○-○-○-○-○                            | 連点打                               | 適当時                               |
| 報知信号                             | ○ ○ ○                                | 一点打                               | 3回                                  |
| 応援信号                             | ○-○-○                                | 三点打                               | 適当時                               |
| 水災信号                             | ○-○                                  | 二点打                               | 5分間                                |
| 演習信号                             | ○-○ ○ ○-○ ○                          | 二点と一点の交打                     | 5分間                                |
| 御近火信号                           | ○-○-○-○                              | 四点打                               | 5分間                                |
| 鎮火信号                             | ○ ○-○                                | 一点と二点の交打                     | 1回                                  |
| 非常信号                             | ○-○-○-○-○                            | 五点打                               | 10分間                               |

「交打」は「斑打」とも呼ばれる。
競輪では残り1周半を通過した時点から最後の1周の地点まで半鐘（ベル型や銅鑼の場合もある）が打ち鳴らされ、最後の1周が近いことを選手や観客に伝達する。これを打鐘（だしょう）と呼んでいる。競輪用語では「ジャンが鳴る」といい、同名の漫画も存在する。

## 盗難
2006 - 2007年およびその前後には、国際的な金属価格が高騰。日本の各地でさまざまな金属製品の盗難が相次いだ。半鐘も例外ではなく、しばしば被害に遭っている。一部はスクラップとして中華人民共和国へ輸出されるケースも見られた。

## ギャラリー

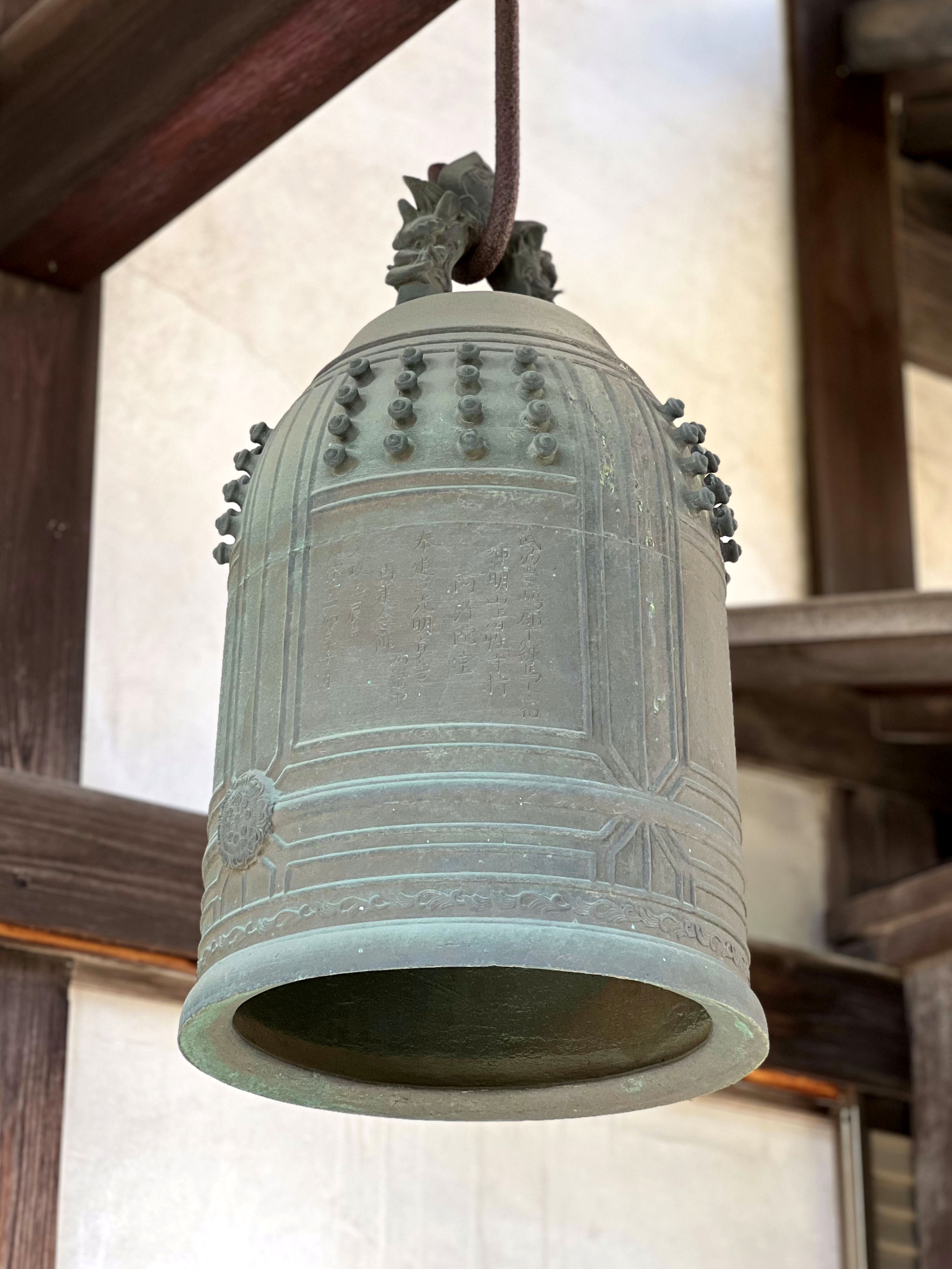
天保年間の半鐘
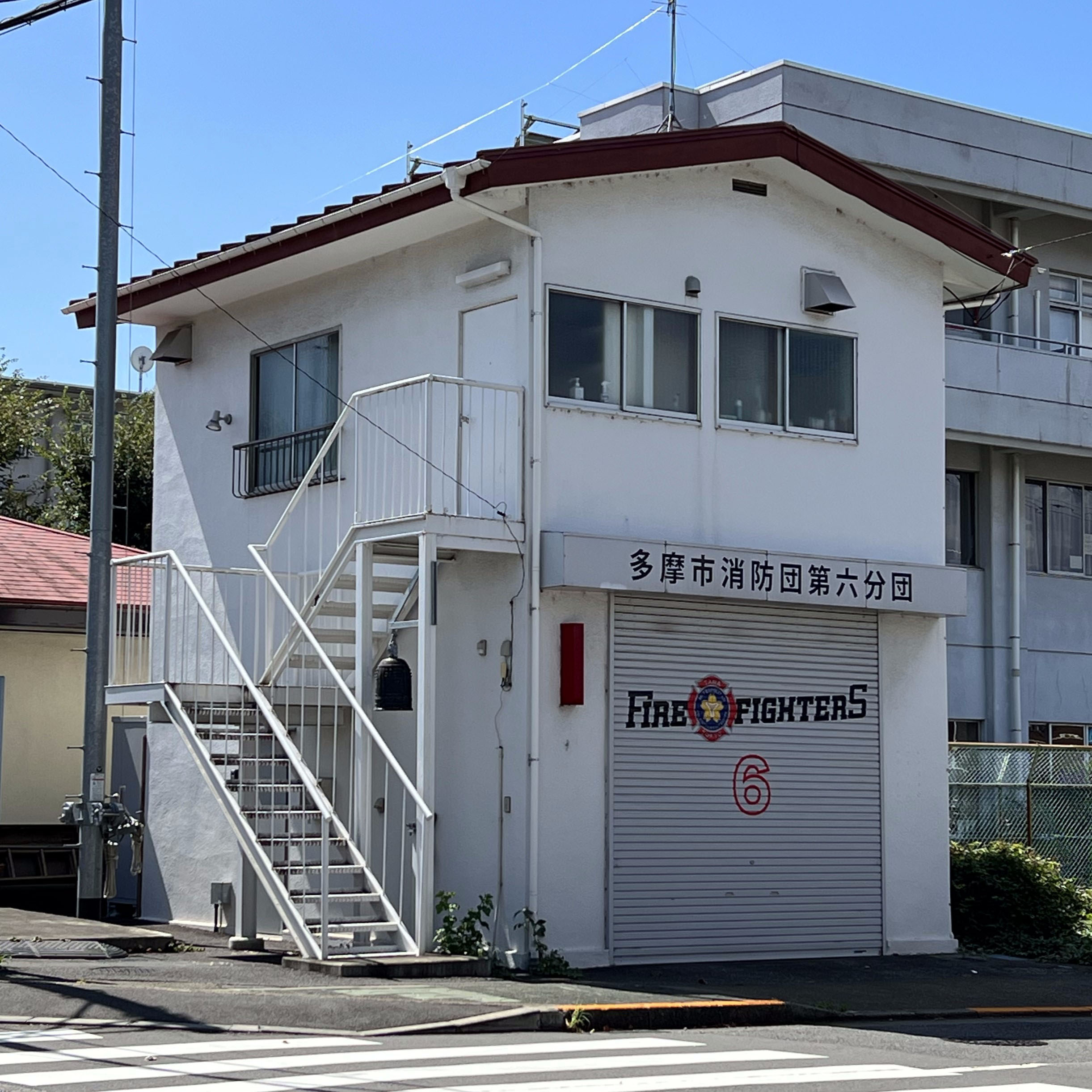
外階段に半鐘を吊るした消防屯所